# Rubelita (kommun)
Rubelita är en kommun i Brasilien.   Den ligger i delstaten Minas Gerais, i den sydöstra delen av landet, 600 km öster om huvudstaden Brasília. Antalet invånare är 7 777.
Följande samhällen finns i Rubelita:
- Rubelita

I omgivningarna runt Rubelita växer huvudsakligen savannskog. Runt Rubelita är det glesbefolkat, med 9 invånare per kvadratkilometer.